# Никола Чворовић
Никола Чворовић (Нови Сад, 30. јануар 1994) је српски кошаркаш. Игра на позицији крила.

## Успеси

### Репрезентативни
- Европско првенство 18 година:  2012.